# Gudbjerg Sogn
Gudbjerg Sogn ist eine Kirchspielsgemeinde (dän.: Sogn)
auf der Insel Fyn (dt.: Fünen) im südlichen Dänemark.
Bis 1970 gehörte sie zur Harde Gudme Herred im damaligen Svendborg Amt, danach zur Gudme Kommune im
Fyns Amt, die im Zuge der  Kommunalreform zum 1. Januar 2007 in der
Svendborg Kommune in der Region Syddanmark aufgegangen ist.
Im Kirchspiel leben 1266 Einwohner, davon 476 im Kirchdorf (Stand: 1. Januar 2023).
Im Kirchspiel liegt die Kirche „Gudbjerg Kirke“.
Nachbargemeinden sind im Osten Gudme Sogn, im Südosten Brudager Sogn, im Süden Tved Sogn, im Südwesten Kirkeby Sogn und im Westen Lunde Sogn, ferner in der nordwestlich gelegenen Faaborg-Midtfyn Kommune Kværndrup Sogn und Gislev Sogn und in der nordwestlich gelegenen Nyborg Kommune Svindinge Sogn und Langå Sogn.